# Грейтер, Матиас
Матиас Гре́йтер (нем. Mathias Greiter; ок. 1495 года, Айхах — 20 декабря 1550, Страсбург) — немецкий композитор, кантор, музыкальный педагог.

## Краткий очерк биографии
В декабре 1510 году поступил в университет Фрайбурга (специализация неизвестна). Был рукоположен в священники (дата и место рукоположения неизвестны). С начала 1520-х годов жил в Страсбурге, подружился с органистом церкви св. Фомы и поэтом Вольфгангом Дахштейном. С 1524 года, приняв протестантскую веру, служил певчим в страсбургском кафедральном соборе, занимал разные должности в церквах Страсбурга: в 1528-1529 годах младший клирик в церкви св. Мартина (не сохранилась), в 1530-1531 годах диакон в церкви св. Стефана (сохранилась частично), в 1533 году викарий церкви св. Фомы и т. д. С 1538 года до конца жизни (с перерывами) преподавал музыку в знаменитой гимназии Иоганнеса Штурма (считается предтечей Страсбургского университета). После обвинения в супружеской измене в 1547 году был уволен с должности кантора кафедрального собора (дата начала службы неизвестна). В 1549 году вновь обратился в католичество, преподавал музыкальные дисциплины в кафедральной школе. Умер в 1550 году, вероятно, во время эпидемии чумы.

## Творчество
Грейтер начал публиковать свои музыкальные произведения в сборниках «Teutsch Kirchenampt» (1524) и «Psalmen, Gebett und Kirchenübung» (1525). В 1544 году в Страсбурге, с большой вероятностью, в связи с преподавательской деятельностью в гимназии Штурма, напечатал небольшой учебник ЭТМ «Elementale musicum juventuti accommodum» (2-е издание там же, 1556), где изложил основы нотации, сольмизации (в том числе учение о мутации), ладовой теории.
Автор мелодий протестантских хоралов (авторство Грейтера доказано в 9 случаях, в 13 случаях авторство оспаривается), в том числе «Es sind doch selig alle» и «O Herre Gott, begnade mich». Среди светских сочинений кводлибет «Elslin, liepstes Elselin myn», бициний «Domine non secundum peccata nostra», полифонические песни (Lieder) разной тематики.
Экспериментальный характер носит мотет Грейтера «Passibus ambiguis» (на текст Овидия), в тенор которого помещена начальная фраза (инципит) знаменитой песни «Fortuna desperata». Эту фразу композитор последовательно транспонирует на кварту вверх (квинту вниз), захватывая 7 шагов квинтовой цепи, F-B-Es-As-Des-Ges-Ces(H)-Fes(E) — первое проведение темы основано на фа-мажорном трезвучии, ультима генеральной каденции всего мотета представляет собой ми-мажорное трезвучие.